# Droneflower
Droneflower è il nono album in studio non EP della cantautrice
 statunitense Marissa Nadler, in collaborazione con Stephen Brodsky. L’album è stato pubblicato il 26 aprile 2019.

## Tracce
Testi e musiche di Stephen Brodsky e Marissa Nadler, eccetto se diversamente indicato.
1. Space Ghost 1 – 2:14
2. For the Sun – 3:29
3. Watch the Time – 2:18
4. Space Ghost 2 – 3:09
5. Dead West – 3:17
6. Estranged – 7:34 (Guns N' Roses)
7. Shades Apart – 2:55
8. Buried in Love – 2:16
9. Morbid Mist – 1:58
10. In Spite of Me – 2:32 (Morphine)